# Уто (Кумамото)

У́то (яп. 宇土市, うとし, МФА: [uto ɕi̥]?) — місто в Японії, в префектурі Кумамото.     Отримало статус міста 1958 року. Площа становить 74,20 км². Станом на 1 серпня 2011 року населення складало 37 589  осіб, густота населення — 507 осіб/км².     

## Історія
У 1588–1601 роках Уто був центром володінь християнського володаря Коніші Юкінаґи, героя японсько-корейської війни кінця XVI століття. Під його керівництвом було споруджено замок Уто, закладено основу призамкого містечка, налагоджено господарство та міжнародну торгівлю. Значна кількість мешканців містечка й околиць прийняли християнство. Після Секіґахарської битви 1601 року Уто перейшло опоненту Коніші — полководцю Като Кійомасі. Він розпочав масові страти християн.
У 1646—1870 роках містечко Уто було центром автономного уділу Уто, що належав самурайському роду Хосокава. Поруч з цим уділом розташовувався інший дочірній уділ Такасе, яким так само керували представники Хосокави.
Уто отримало статус міста 1 жовтня 1958 року.